# Hydrophorus kuscheli
Hydrophorus kuscheli är en tvåvingeart som beskrevs av Harmston 1955. Hydrophorus kuscheli ingår i släktet Hydrophorus och familjen styltflugor. Inga underarter finns listade i Catalogue of Life.